# Thermidorianer
Als Thermidorianer bezeichnet man die Mitglieder einer politischen Gruppe, die auf dem Höhepunkt der Französischen Revolution am 27. Juli 1794 (9. Thermidor) die radikalen Montagnards um Maximilien de Robespierre stürzten. Benannt sind sie nach dem Monat Thermidor (auf Deutsch auch Hitzemonat), dem elften Monat des republikanischen Kalenders der Französischen Revolution. Die Absetzung Robespierres am 27. Juli 1794 bezeichnet man nach diesem Monat als Thermidor. Noch am Tag zuvor hatte er verschiedene Abgeordnete des Nationalkonvents, besonders aber Pierre Joseph Cambon, in einer Rede mit dem Tode bedroht. Aus Angst um ihr Leben ließen diese Robespierre tags darauf verhaften und schon am 10. Thermidor mit 21 seiner Anhänger hinrichten.

## Die Thermidorianer als Gegner Robespierres
Die Thermidorianer beendeten mit der Hinrichtung Robespierres die zweite Phase der Revolution und bereiteten den Weg aus der Terrorherrschaft. Es können drei Gruppen unter den Mitgliedern des Konvents unterschieden werden, die zum Fall von Robespierre beigetragen haben:
- die Gemäßigten, hauptsächlich Abgeordnete des Marais wie Sieyès, Boissy d’Anglas oder Cambacérès (die sich dennoch an der Errichtung des Terrors beteiligten, indem sie unter anderem das Gesetz über Verdächtige ausarbeiteten);
- Gegner von Robespierre wie Tallien und Carrier (ehemalige Konventskomissare, die Robespierre nach Paris zurückgerufen hatte);
- einzelne Mitglieder der revolutionären Regierung (Barère, Carnot, Collot d’Herbois und Billaud-Varenne vom Wohlfahrtsausschuss; Vadier und Amar vom Sicherheitsausschuss), die uneingeschränkt an der Einrichtung und Aufrechterhaltung des Terrors beteiligt waren und die später von den Gemäßigten von der Macht entfernt oder sogar, wie im Falle des Öffentlichen Anklägers Fouquier-Tinville, hingerichtet wurden.

## Die Thermidorianer als politischer Klub
Zu Beginn waren die Thermidorianer nicht wie ihre politischen Konkurrenten als Klub organisiert, sondern definierten sich über ihre Gegnerschaft gegen die links von ihnen positionierten Jakobiner und die rechts von ihnen wieder erstarkenden Royalisten. Später entwickelte sich dann doch eine Klubzentrale im Hotel de Noailles und eine ständige Führung durch Paul de Barras.
Der Klub war streng republikanisch, antiklerikal und wirtschaftsliberal positioniert, bis hin zu einem Wahlrecht, das die ärmeren Bevölkerungsschichten ausschloss.
In der Folgezeit schlossen die Thermidorianer die verbliebenen Montagnards von aller Macht aus, sogar diejenigen, die ihnen in der Verschwörung gegen Robespierre und Antoine de Saint-Just geholfen hatten. Aus dieser als Reaktion bekannten Situation resultierten zahlreiche Verhaftungen und einige hundert Hinrichtungen, deren Opfer nahezu ausschließlich der politischen Linken angehörten.
Zudem gab es parallel dazu eine Volksbewegung der Jugend, die als Jeunesse dorée bekannt wurde. Insgesamt wird diese politische Wetterlage als Weißer Terror bezeichnet.
Im weiteren Verlauf mussten sich die Thermidorianer immer wieder politisch nach links und rechts abgrenzen. Die größere Gefahr drohte dabei von rechts durch den Club de Clichy, der sich zum Sammelbecken ehemaliger Feuillants, konstitutioneller Monarchisten, aber auch extremer Royalisten und Aristokraten entwickelte. Höhepunkt des Konflikts war dabei die Wahl von François Barthélemy zum Direktor, die schließlich 1797 zum Staatsstreich des 18. Fructidor V führte.
Mit im Folgenden durchgeführten Manipulationen bei den Ergänzungswahlen zum Rat der Fünfhundert konnte sich die Gruppe der Thermidorianer und der dominierende Direktor de Barras bis zum Staatsstreich des 18. Brumaire VIII (9. November 1799) an der Macht halten.